# Thermonectus nigrofasciatus
Thermonectus nigrofasciatus är en skalbaggsart som först beskrevs av Aubé 1838.  Thermonectus nigrofasciatus ingår i släktet Thermonectus och familjen dykare.

## Underarter
Arten delas in i följande underarter:
- T. n. nigrofasciatus
- T. n. ornaticollis